# گل سال (آلمان)
گل سال در آلمان به مانند گل ماه، گل دهه و گل قرن یک جایزهٔ انفرادی فوتبال است که به انتخاب بینندگان (آ.ار.د تلویزیون آلمان) و ناظران مجله اشپورت‌شو از میان گل‌های تماشایی یا مهمی که در آلمان یا برای این کشور زده شده‌اند برگزیده می‌شود.
کلاوس فیشر سه بار برنده این جایزه شده‌است که گل برگردان وی در بازی تیم ملی آلمان مقابل تیم سوئیس که در ۱۶ نوامبر ۱۹۷۷ در ورزشگاه مرسدس بنز آرنا و شهر اشتوتگارت زده شد به عنوان گل قرن آلمان شناخته شده‌است.

## جزئیات
گل ماه و رویدادهای مانند آن همچون گل سال از سال ۱۹۷۱ توسط شبکهٔ آ.ار.د آلمان که یکی از شبکه‌های عمومی آلمان به‌شمار می‌رود آغاز شده‌است. هر ماه فهرستی از گلهای تماشایی، مهم یا غیرمعمول تهیه می‌شود که بینندگان به یکی از آن‌ها رای می‌دهند. پیشتر این کار از طریق فرستادن نامه انجام می‌شد. اما امروزه رای‌دهی‌ها معمولاً از طریق تلفن یا اینترنت انجام می‌پذیرد. این جایزه یکی از جایزه‌هایی است که ارزش زیادی در رده جوایز انفرادی فوتبال آلمان دارد و بیشتر ورزشکاران به دنبال کسب آن هستند.

## برندگان جایزه
| - ۱۹۷۱ Ulrik Le Fevre - ۱۹۷۲ گونتر نتسر و گرد مولر - ۱۹۷۳ گونتر نتسر - ۱۹۷۴ اروین کوستد - ۱۹۷۵ کلاوس فیشر - ۱۹۷۶ گرد مولر - ۱۹۷۷ کلاوس فیشر - ۱۹۷۸ راینر بونهوف - ۱۹۷۹ Harald Nickel - ۱۹۸۰ کارل-هاینتس رومنیگه | - ۱۹۸۱ کارل-هاینتس رومنیگه - ۱۹۸۲ کلاوس فیشر - ۱۹۸۳ Jürgen Wilhelm - ۱۹۸۴ Daniel Simmes - ۱۹۸۵ پیر لیتبارسکی - ۱۹۸۶ استفان کوهن - ۱۹۸۷ یورگن کلینزمن - ۱۹۸۸ Jürgen Wegmann - ۱۹۸۹ کلاوس اوگنتالر - ۱۹۹۰ لوتار ماتئوس | - ۱۹۹۱ آندریاس مولر - ۱۹۹۲ لوتار ماتئوس - ۱۹۹۳ جی-جی اوکوچا - ۱۹۹۴ برند شوستر - ۱۹۹۵ ژان-پیر پاپن - ۱۹۹۶ الیور بیرهوف - ۱۹۹۷ لارس ریکن - ۱۹۹۸ اولاف مارشال - ۱۹۹۹ جیوانی البر - ۲۰۰۰ آلکساندرو آلوز دو ناسیمنتو | - ۲۰۰۱ Kurt Meyer - ۲۰۰۲ بنجامین لاوت - ۲۰۰۳ نیا کانزر - ۲۰۰۴ کلمن لاوریچ - ۲۰۰۵ کسپر بوگلوند - ۲۰۰۶ الیور نئوفیله - ۲۰۰۷ دیگو ریباس - ۲۰۰۸ میشائل بالاک - ۲۰۰۹ گرافایت - ۲۰۱۰ Michael Stahl | - ۲۰۱۱ رائول - ۲۰۱۲ زلاتان ابراهیموویچ - ۲۰۱۳ رائول و یولیان دراکسلر - ۲۰۱۴ ماریو گوتسه - ۲۰۱۵ کارستن کاملوت - ۲۰۱۶ مارسل ریسه - ۲۰۱۷ لوکاس پودولسکی - ۲۰۱۸ نیلس پترسن - ۲۰۱۹ ماتیاس گینتر - ۲۰۲۰ والنتینو لاتسارو | - ۲۰۲۱ گریت هولتمن |